# Georg Granitsch
Georg Granitsch (1. února 1833 Vídeň – 18. září 1903 Hadersdorf-Weidlingau) byl rakouský právník a politik německé národnosti, v 2. polovině 19. století poslanec Říšské rady.

## Biografie
Působil jako dvorní a soudní advokát ve Vídni. Během revolučního roku 1848 působil v studentské legii. Vystudoval práva na Vídeňské univerzitě, kde získal titul doktora práv. Působil potom jako koncipient a později jako advokát. Byl veřejně a politicky činný. Od roku 1861 spolupracoval s různými periodiky. V letech 1867–1869 byl členem vídeňské obecní rady. Zasloužil se o vznik zemské hypoteční banky a o organizování sítě záložen (tzv. raiffeisenek).
Dlouhodobě zasedal jako poslanec Dolnorakouského zemského sněmu, kam nastoupil roku 1868 a členem sněmu zůstal až do roku 1896, přičemž do roku 1886 zastupoval kurii venkovských obcí, obvod Mistelbach, pak městskou kurii, obvod Klosterneuburg. V letech 1883–1887 byl náhradníkem zemského výboru a od roku 1887 až do roku 1896 řádným členem zemského výboru.
Byl také poslancem Říšské rady (celostátního parlamentu Předlitavska), kam nastoupil v prvních přímých volbách roku 1873 za kurii venkovských obcí v Dolních Rakousích, obvod Mistelbach, Feldsberg, Groß-Enzersdorf atd. Mandát zde obhájil ve volbách roku 1879. V roce 1873 se uvádí jako Dr. Georg Granitsch, advokát, bytem Vídeň.
V roce 1873 do parlamentu nastupoval za blok německých ústavověrných liberálů (tzv. Ústavní strana, centralisticky a provídeňsky orientovaná), v jehož rámci představoval staroněmecké křídlo. V roce 1878 zasedal v staroněmeckém poslaneckém Klubu levice. Jako ústavověrný poslanec se uvádí i po volbách roku 1879. I v říjnu 1879 je na Říšské radě zmiňován coby staroněmeckého Klubu liberálů (Club der Liberalen).
Zemřel v září 1903. Tehdy je uváděn jako nejstarší advokát ve Vídni.